# Rodrigo Pedreira
Rodrigo Pedreira (Buenos Aires, 8 settembre 1979) è un attore argentino.
È conosciuto principalmente per la carriera teatrale, per il ruolo da protagonista nel film Fraternalmente, per le serie televisive Violetta e Soy Luna la cui visione è possibile in America Latina, Europa, Israele e Russia.

## Biografia
Nato nel 1979, studia recitazione con Agustín Alezzo, Augusto Fernández, Carlos Gandolfo e al "Instituto Universitario Nacional del Arte" (Istituto Universitario Nazionale di Arte).
Inizia la sua carriera nei primi anni 2000. Tra i ruoli iniziali troviamo alcune partecipazioni in serie televisive come Rincón de luz, Alma pirata, Resistiré, Amor en custodia e Palermo Hollywood Hotel. Ottiene anche un ruolo in Montecristo e una parte secondaria nel film Un día de Suerte per la regia di Sandra Gugliotta.
Nel 2005 è protagonista del mediometraggio Amor eterno, regia di Adrian Rocha. Nello stesso anno è nel cast del film Complici del silenzio, regia di Stefano Incerti per una produzione italo-argentina. Inoltre, recita in teatro in Buenos Aires tap e nell'opera El pájaro azul. Collabora insieme a Patricio Arellano, Flavia Pereda, Ana María Casó, Vanesa González e Luz Cipriota allo spettacolo El burdel de Paris. La recitazione di Pedreira fu recensita in modo positivo dal quotidiano argentino La Nación . Altre rappresentazioni a cui Pedreira ha partecipato sono: Doña Flor y sus dos maridos nel 2007, "El mago de Oz" e "Pepino el 88" nel 2008.
Pedreira prende parte, nel 2009, alla produzione argentina-francese Fraternalmente. Pedreira lavora per questo lungometraggio insieme a Fabian Forte e Dalila Romero e la regia è affidata a Javier Goleri. Contemporaneamente, è nei teatri argentini con Pasaje después de la batalla, insieme a Daniel Fanego, Analía Couceyro, Silvia Dietrich: la recitazione dei quattro attori viene descritta come i "veri i pilastri dello spettacolo". Nel mese di maggio viene confermata la sua presenza nello spettacolo Piaf, il quale viene presentato al pubblico nei mesi successivi e molto apprezzato dalla critica argentina.
Riceve una candidatura, nel 2011, nella categoria "Mejor intérprete masculino en musical off" al Premio Hugo al Teatro Musical per l'opera teatrale La carnicería, di cui Pedreira è nel cast principale e con cui l'attore ha potuto girare gran parte dell'Argentina. Nello stesso anno viene contattato per recitare nel musical Mamma Mía!, anche se non figura nell'elenco ufficiale degli attori.
Dal 2012 recita nella telenovela Violetta, con il ruolo di Gregorio, un insegnante dello Studio 21. L'anno successivo ha condotto la puntata finale del concorso spagnolo "Violetta: Tu sueño tu Musica" su Disney Channel Spagna insieme a Clara Alonso, anch'ella attrice dello sceneggiato. 
È anche tra i protagonisti dell'opera teatrale Pasos de amor, musical nato da un'idea di Fernando Marín e visibile al pubblico tra il gennaio e il marzo del 2014. Ad aprile dello stesso anno esce Fermín, la película, film con Héctor Alterio, presentato in vari festival come il Chicago Latino Film Festival e il Pantalla Pinamar e di cui Rodrigo è nel cast.

## Filmografia

### Cinema
- Un dia de suerte, regia di Sandra Gugliotta (2002)
- Palermo Hollywood, regia di Eduardo Pinto (2004)
- Julian Alvarez, 19 de presión, regia di Rafael Quintana (2004)
- Amor eterno, regia di Adrian Rocha (2005)
- Celo, regia di Fabián Forte (2008)
- Fraternalmente, regia di Javier Gorleri (2009)
- Complici del silenzio (Cómplices del silencio), regia di Stefano Incerti (2009)
- Fermín, la película, regia di Hernán Findling e Oliver Kolker (2014)

### Teatro
- Mil cuentos para una noche, diretto da Javier Rama (2004)
- Teresa, el musical, diretto da Julián Collados (2004)
- Guillermo Tell, diretto da Marcelo Katz (2004)
- Ultima noche, diretto da  Mauro Debans (2005)
- Buenos Aires Tap, diretto da Mónica Povoli (2005)
- El pájaro azul, diretto da Ana Padilla (2005)
- Casting, diretto da Rony Kesselman e Susan Ferrer (2005)
- Lisandro, diretto da Villanueva Cosse (2006)
- Burdel 59, diretto da Martín Piñol (2007)
- Radio teatro en escena, diretto da Rubén Stell (2007)
- A través del amor, diretto da Estela Erman e Miguel Ángel Barco (2007)
- La asamblea de los pájaros, diretto da Estela Erman (2007)
- Doña Flor y sus dos maridos, diretto da Jose Luis Paolantonio (2007)
- El Burdel de París, diretto da James Murray (2008)
- El Mago de Oz, diretto da Valeria Ambrosio (2008)
- Pepino el 88, diretto da Daniel Suárez Marzal (2008)
- Paisaje después de La batalla, diretto da Mónica Viñao (2009)
- Piaf, diretto da Jamie Lloyd (2009)
- Spots + Covers, diretto da Sole Pertino (2010)
- La Novicia Rebelde, diretto da Jonathan Butterell (2011)
- La Carnicería, diretto da Pedro Velázquez e Carlos Pérez Banega (2012)
- Y un día Nico se fue, diretto da Ricky Pashkus, Osvaldo Bazán e Ale Sergi (2013)
- Pasos de amor... El musical de la paz, diretto da Daniel Suárez Marzal (2014)

### Televisione
- Rincón de luz - serie TV (2003)
- Resistiré - serie TV (2003)
- Costumbres argentinas - serie TV (2003)
- Amor en custodia - serie TV (2005)
- Mujeres asesinas - serie TV (2005)
- Palermo Hollywood Hotel - serie TV (2006)
- Alma pirata - serie TV (2006)
- Montecristo - serie TV (2007)
- Teen Angels (Casi Ángeles) - serie TV (2007)
- Bella y Bestia - serie TV (2007)
- Por amor a vos - serie TV (2008)
- Para vestir santos - A proposito di single (Para vestir santos) - serie TV (2010)
- El Puntero - serie TV (2011)
- Violetta - serie TV (2012-2015)
- The U-Mix Show - programma TV (2012-2013)
- Gala Violetta - programma TV (2013)
- Soy Luna - serie TV (2016-2018)
- Intrecci del passato (Entrelazados) – serial TV (2021)

## Premi e candidature
- Premio Hugo al Teatro Musical
  - 2011 Miglior interprete maschile in un musical per La Carnicería Nomination

## Doppiatori italiani
Nelle versioni in italiano dei suoi film, Rodrigo Pedreira è stato doppiato da:
- Roberto Certomà in Violetta[22].
- Alessandro Budroni in Soy Luna